# Droga wojewódzka 175
Die Droga wojewódzka 175 (DW 175) ist eine Woiwodschaftsstraße in Polen, die die Stadt Drawsko Pomorskie und die Stadt Choszczno verbindet. Die Gesamtlänge beträgt 65 Kilometer. 
Die Straße führt durch Woiwodschaft Westpommern und zwei Kreise: Drawsko Pomorskie und Choszczno.

## Quelle
- Zarządzenie Nr 74 Generalnego Dyrektora Dróg Krajowych i Autostrad z dnia 2 grudnia 2008 r.